# Papilio bridgei
Papilio bridgei là một loài bướm ngày thuộc họ Papilionidae. Nó được tìm thấy ở nhiều quần đảo ở Đông Nam Á.
Sải cánh dài 140–150 mm. Ấu trùng ăn Citrus.

## Phụ loài
- Papilio bridgei bridgei (Bougainville, Choiseul, Santa Isabel, Shortland, Treasury Islands, Fauro Islands)
- Papilio bridgei ortegae Rothschild, 1904 (Florida Islands)
- Papilio bridgei hecataeus Godman & Salvin, 1888 (Guadalcanal)
- Papilio bridgei tryoni Mathew, 1889 (Ugi, San Cristobal)
- Papilio bridgei prospero Grose-Smith, 1889 (New Georgia Islands)

## Hình ảnh

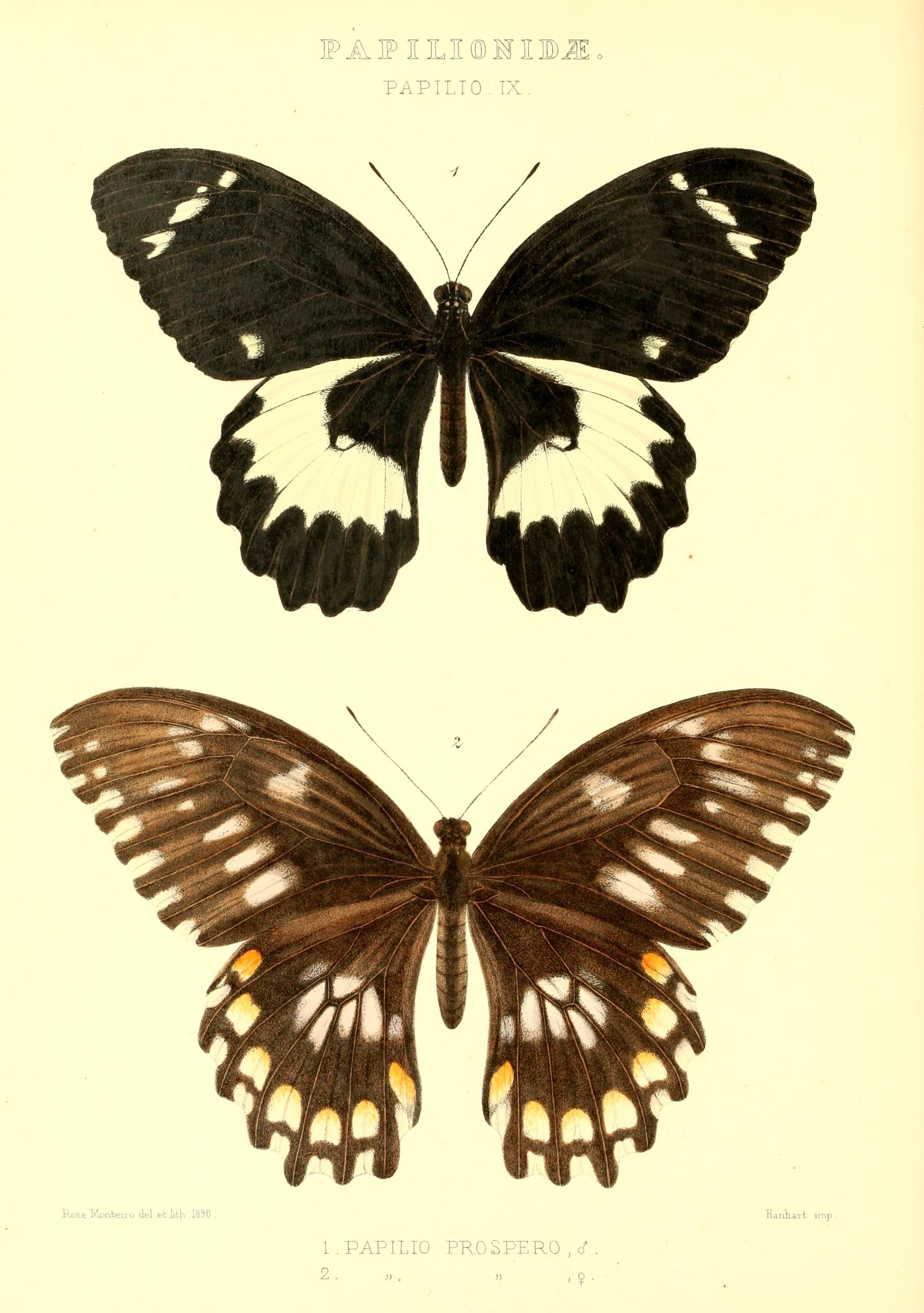
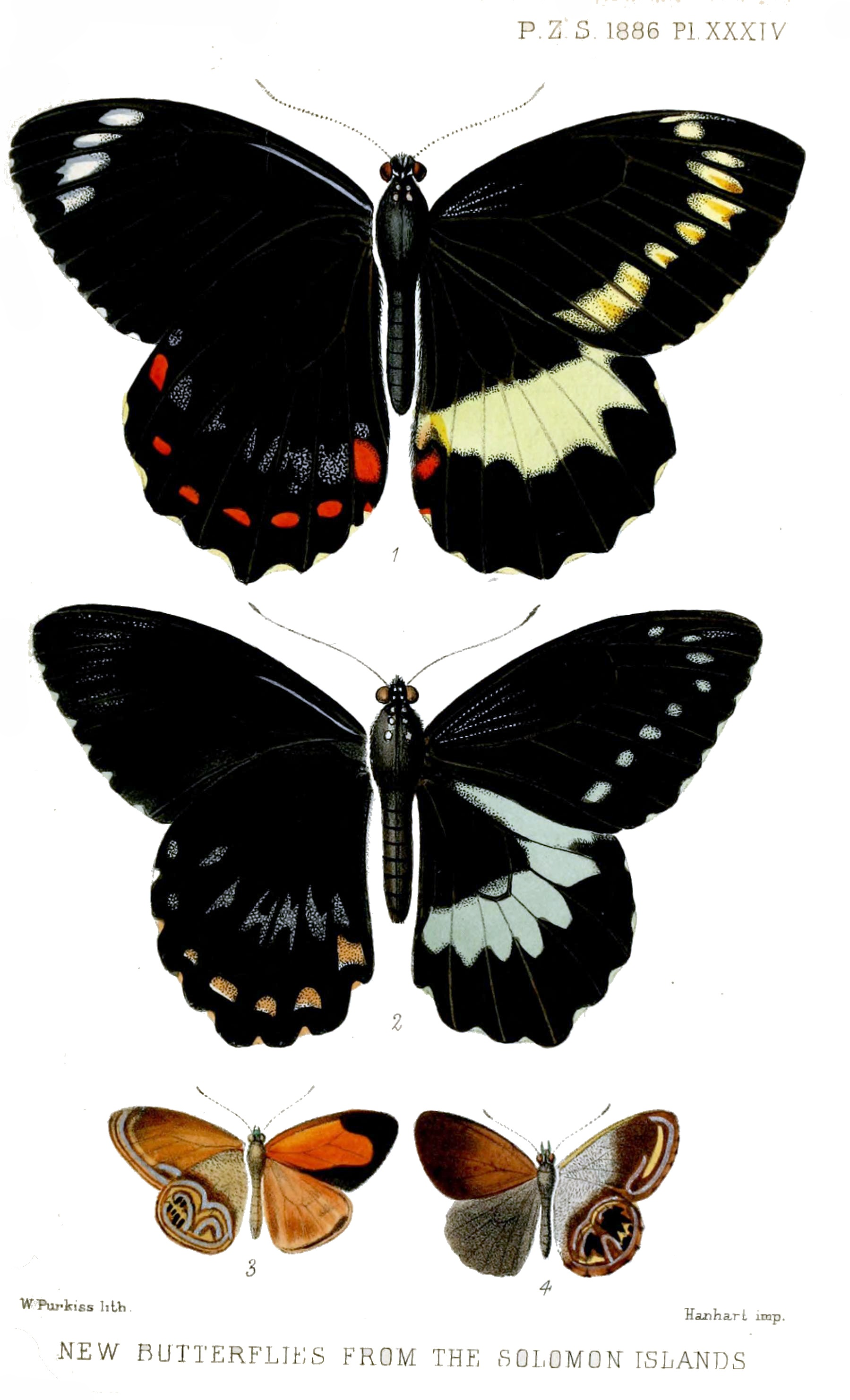